# Ulungur
L'Ulungur, ou Ölöngö (mongol : Өрөнгө гол translittération : Öröngö gol, lit. rivière Öröngö, chinois : 乌伦古河 ; pinyin : Wūlúngǔ hé ; litt. « rivière Wulungu »), connu dans ses branches supérieures, en Mongolie sous le nom de Bulgan mongol : Булган гол transl. Bulgan gol), est une rivière de Chine et de Mongolie.  Elle prend ses sources dans les Monts Altaï, localisés dans le sum de Bulgan, aïmag semi-autonome kazakh de Bayan-Ölgii, en Mongolie occidentale, coule au Sud dans la Préfecture d'Altay, en région autonome ouïghoure du Xinjiang, en Chine, où elle courbe vers le Nord-Ouest pour se vider dans le lac Ulungur. Elle mesure environ 700 km de long.
Le Canal d'Irtysh–Karamay–Ürümqi (en) traverse la rivière à 46° 36′ 15″ N, 87° 56′ 52″ E, sur un aqueduc.

## Faune
Le Castor fiber birulai, une sous-espèce du castor d'Eurasie, ne se trouve que dans le bassin de l'Ulungur. La population est considérée comme étant en danger. La réserve naturelle du castor de Bulgan (chinois : 布尔根河河狸自然保护区 ; 46° 12′ 00″ N, 90° 45′ 00″ E) a été établie sur la Bulgan (un affluent de l'Ulungur) dans le Xian de Qinggil (au Xinjiang), en 1980, afin de les protéger,.

## Annexe